# Carlos Serrano de Osma
Carlos Serrano de Osma (Madrid, 16 de enero de 1916-Alicante, 26 de julio de 1984) fue un crítico, director y guionista de cine y televisión español.

## Biografía
Crítico de cine en la España de los años 1930, se aventuró en la dirección en plena posguerra española, 1947, con tres películas que suponían una ruptura con el cine español del momento: Abel Sánchez, sobre la base de la novela de Miguel de Unamuno, con formas novedosas tanto en la narrativa como en los encuadres; La sirena negra, basada en la novela homónima de la escritora Emilia Pardo Bazán y considerada por algunos críticos su mejor obra, y, en 1948, Embrujo, con guion propio y la presencia en escena de Manolo Caracol y Lola Flores, de claro contenido surrealista que resultó definitivamente «un reto a la mentalidad de productores y censores», incluso para el público, y cuyo valor no fue reconocido hasta ser premiada treinta y cuatro años después, en el Festival de Cine de Sevilla en 1982. Serrano de Osma siguió dirigiendo cine hasta los años 1960, —La rosa roja fue su última película—, pero abandonó, según señaló, «porque no encontraba estímulos para ello y me fue cundiendo el desánimo». Siguió en el mundo del cine como guionista, con incursiones también en televisión; fue profesor de la Escuela de Cine en Madrid y también en Roma.

## Filmografía como director
Trilogía telúrica de 1946 a 1947, con la productora Producciones BOGA y junto a Pedro Lazaga y José G. Ubieta:
- Abel Sánchez: Historia de una pasión (1947). Guion adaptado por Pedro Lazaga de la obra de Miguel de Unamuno, rodada en los Estudios Diagonal de Barcelona.
- Embrujo (1947). Con Lola Flores, Manolo Caracol y Fernando Fernán Gómez. Rodada en los Estudios Orphea Film de Barcelona. También fue estrenada en el Cine Prado de Ciudad de México el 26 de abril de 1951.
- La sirena negra (1947). Guion adaptado por Pedro Lazaga y el propio Serrano de la obra de Emilia Pardo Bazán. Rodada en los Estudios Diagonal de Barcelona y los exteriores en la provincia de Gerona (y algunos planos generales en Galicia).

Filmografía de 1947 a 1953
- La sombra iluminada (1948). Producida por Taurus Films en los Estudios CEA de Madrid.
- Rostro al mar (1951). Producida por Titán Films y rodada en los estudios Orphea Film, en Cadaqués y Costa Brava, y en Marsella.
- Parsifal (1951). Codirigida por Daniel Mangrané. Rodada por Orphea Film, con exteriores en el Montseny y Montserrat. Fue candidata al Premio del Jurado en el Festival de Cine de Cannes en 1952.

Etapa con Industrias Fílmicas Españolas (1953-1957)
- Tirma (1954).

Etapa con Visor Films de 1958 a 1969
- La rosa roja (1960). Historia de la cantaora La Parrala. Rodada en Moguer, Cádiz, Sevilla y Barcelona.